# Max Tolson
Max Tolson (Wollongong, 18 de julho de 1945) é um ex-futebolista australiano que atuava como meio-campo.

## Carreira
Tolson competiu na Copa do Mundo FIFA de 1974, sediada na Alemanha, na qual a seleção de seu país terminou na décima quarta colocação dentre os 16 participantes.